# درونیا پچلوسووخوزا
درونیا پچلوسووخوزا (انگلیسی: Derevnya pchelosovkhoza) یک شهرک در شهرستان گافوریسکی استان باشقیرستان کشور روسیه است.